# Thomas Provoost
Thomas Provoost est un auteur et éditeur de jeux de société belge né le 7 août 1974. Il a notamment créé les maisons d'édition de jeux de société Repos Production et Playpunk.

## Vie privée
Originaire de Bruxelles, Thomas Provoost vit actuellement à Liège. Il est diplômé en psychologie à l'Université Catholique de Louvain.

## Vie professionnelle
Au début de sa vie professionnelle, fin des années 90, Thomas Provoost travaillait notamment pour des centres PMS (Centres Psycho-Médico-Sociaux) et écrivait des articles consacrés aux jeux de société, notamment pour le Le Ligueur ou encore pour des magasines spécialisés,.

### Repos Production
En 2004, Thomas Provoost a créé la maison d'édition Repos Production avec Cédric Caumont.
C'est en 2002 qu'ils ont l'idée de se lancer dans le monde de l'édition lors de l'Internationale Spieltage, festival consacré aux jeux de société situé à Essen. C'est lors de ce festival qu'ils découvrent le jeu Time's Up!, un jeu conçu aux États-Unis, mais pour lequel ils choisissent d'acquérir les droits afin de créer une version en français. Le jeu a d'ailleurs remporté le prix As d'or Jeu de l'année en 2006.
Par la suite, de nombreux jeux sont édité dans cette maison d'édition. C'est le cas de 7 Wonders et Just One qui ont tous les deux gagné un Spiel des Jahres en 2011 et en 2019.

### Playpunk
En 2022, Thomas Provoost s'est uni à Antoine Bauza afin de créer la maison d'édition Playpunk,.
Ils ont déjà édité le jeu Captain Flip, un jeu de Paolo Mori et de Remo Conzadori,. Le jeu gagne le prix Lys dans la catégorie Grand Public.